# رایان بروک
رایان بروک (انگلیسی: Ryan Brooke؛ زادهٔ ۴ اکتبر ۱۹۹۰) بازیکن فوتبال اهل بریتانیا است.
از باشگاه‌هایی که در آن بازی کرده‌است می‌توان به باشگاه فوتبال اولدهام اتلتیک، باشگاه فوتبال آلترینچام، باشگاه فوتبال بارو، باشگاه فوتبال تلفورد یونایتد، و باشگاه فوتبال کرزن اشتون اشاره کرد.